# Francisco Escutia Greus
Francisco Escutia Greus (Alginet, 1843 - ?) fou un advocat i polític valencià, diputat a les Corts Espanyoles durant la restauració borbònica.

## Biografia
Llicenciat en dret, va fer carrera judicial fins que va dimitir el 1898 quan fou nomenat jutge a l'Havana. Simultàniament, havia estat diputat provincial per Xiva de Bunyol - Carlet el 1882-1892 per Esquerra Dinàstica, integrada dins el Partit Liberal. Fou novament diputat provincial de 1901 a 1909 i diputat a Corts Espanyoles pel districte de Xiva de Bunyol a les eleccions generals espanyoles de 1905, 1910 i 1916.